# Sociedade Esportiva Paraty
Sociedade Esportiva Paraty é uma agremiação esportiva da cidade de Paraty, no estado do Rio de Janeiro, fundado em 27 de outubro de 2013. Fez sua primeira participação em uma competição profissional no Campeonato Carioca de Futebol de 2022 - Série C. Suas cores são azul marinho, laranja e branco.

## História
Fundado no dia 27 de outubro de 2013, com o nome de Associação Esportiva Independente Futebol Clube. Em novembro de 2021, alterou para a nomenclatura atual. A sua Sede Administrativa fica localizado na Rua Primeiro de Maio, nº 42, no bairro Dendê, na Zona Oeste do Rio de Janeiro.
Apesar o endereço ser no Rio de Janeiro, a equipe representa a cidade de Paraty no Campeonato Carioca de Futebol - Série C, organizado pela Federação de Futebol do Estado do Rio de Janeiro, contando com o apoio da Prefeitura do município. A equipe manda seus jogos no Estádio Municipal Mário Antonio Pompeu Nardelli, com capacidade para cerca de 1 mil pessoas.
Em Setembro de 2021, o clube fez uma "Peneira", no Estádio Municipal Mário Antonio Pompeu Nardelli, para garotos da cidade e da região pensando na formação de times nas categorias Sub-15, Sub-17 e Sub-20 e também nos jogadores que participaram do Estadual. 
Já em seu primeiro ano como profissional, após um hiato de dez anos de clubes da cidade em competições organizadas pela FERJ, o clube conquistou a 6ª posição no Carioca da Série C, além do vice campeonato do Sub-17, e o 3º lugar do time Sub-20 na competição da Série C das respectivas categorias.
Em 2023, a exemplo do ano anterior, Paraty mandou seus jogos no Estádio Municipal de Angra dos Reis, enquanto a Prefeitura de Paraty procura fazer as obras necessárias para que o Estádio Municipal Mário Pompeu Nardelli possa receber o jogos da equipe. Em campo a equipe terminou a primeira fase em quinto lugar, fora da zona de classificação, prejudicado pela perda de quatro pontos pela escalação irregular de jogadores.